# Smoljan
För andra betydelser, se Smoljan (olika betydelser).
Smoljan (bulgariska Смолян) är en stad i Bulgarien med 31 922 invånare i slutet av 2007. Den ligger i den centrala delen av Rodopibergen och är huvudort i kommunen Smoljan. Två tredjedelar av kommunens yta är täckt av gammal barrskog. Staden Smoljan ligger mellan 800 och 1000 meter över havet och omfattar större delen av floden Tjernas dal. Staden omgärdas av gröna ängar och gammal skog. De tre stora distrikten - Smoljan, Raikovo och Ustovo - ligger vid de två flodstränderna i väst-östlig riktning. Bergsstaden Smoljan kombinerar moderna byggnader med traditionell Rhodopearkitektur. 
Kommunen ligger 90 kilometer från Plovdiv och gränsar i söder till Grekland.